# Grigol Vachadze
Pour les articles homonymes, voir Grigol.
Grigol Vachadze (en géorgien : გრიგოლ ვაშაძე), né le 19 juillet 1958 à Tbilissi, est un diplomate et homme politique géorgien, ministre des Affaires étrangères de 2008 à 2012.

## Biographie
Diplômé de l'Institut d'État des relations internationales de Moscou en 1981, Grigol Vachadze commence sa carrière au ministère des Affaires étrangères soviétique, tout en poursuivant sa formation auprès de l'Académie diplomatique. Il est employé au département des organisations internationales, puis à celui de l'espace et des armes nucléaires ; il participe notamment à la négociation du traité START I entre l'Union soviétique et les États-Unis.
De 1990 à 2005, il travaille dans le secteur privé et vit entre Moscou et New York. En 2005, il retourne en Géorgie où il est nommé ministre adjoint auprès du ministre des Affaires étrangères, David Bakradze. Celui-ci ayant été nommé tête de liste du parti majoritaire à l'occasion des élections législatives d'avril 2008, Grigol Vachadze assure l'intérim jusqu'à la nomination d'Ekaterine Tkechelachvili en mai suivant. Le 5 décembre 2008, il succède à cette dernière et exerce la fonction de ministre des Affaires étrangères jusqu'en octobre 2012.
En novembre 2009, il déclare renoncer à la nationalité russe.
Il se présente en 2018 pour l'élection présidentielle géorgienne dont il est le principal favori. Il perd finalement l'élection face à Salomé Zourabichvili, élue le 28 novembre 2018.